# Pavel Schilling
Pour les articles homonymes, voir Schilling.
Le baron Paul Schilling, né en 1786 à Reval (gouvernement d'Estland) et mort en 1837 à Saint-Pétersbourg (Russie impériale), est un diplomate d'origine allemande au service de la Russie en Allemagne. 
Inventeur d'un télégraphe électromagnétique composé d'un système à une seule aiguille et d'un code utilisé pour indiquer les caractères, il fait en 1833 plusieurs expériences sous les yeux de l'empereur de Russie, même si, quelque temps après, sa mort empêche de continuer les essais sur une échelle plus étendue.

## Invention et description
Son télégraphe électrique comporte cinq fils de platine unissant deux stations, isolés au moyen de gomme laque, et entourés d'une corde de soie. La station du départ possède une espèce de clavier, dont chaque touche, en rapport avec l'un des fils, sert à y diriger le courant, et à mettre ainsi en action l'aiguille magnétique correspondante située à la station distante. Cette dernière comporte cinq aiguilles aimantées, placées chacune au milieu d'un galvanomètre. Les dix mouvements formés par les cinq aiguilles magnétiques, servent à désigner les dix chiffres de la numération, lesquels, à l'aide d'un dictionnaire spécial, représentent les lettres et chiffres du message télégraphique.

## Postérité
L'astéroïde (7450) Shilling porte son nom.